# Suskowo
Suskowo – część wsi Boguszyce w Polsce, położona w województwie wielkopolskim, w powiecie konińskim, w gminie Wierzbinek.
W latach 1975–1998 Suskowo należało administracyjnie do województwa konińskiego.